# Jimi & René
Jimi & René er en dansktop-duo fra Danmark bestående af brødrene Jimi (født 1977) og René Vinding (født 1979).
Jimi og René startede deres karriere i 1986, som henholdsvis otte- og seks-årige. Efter kort tid udgav de deres første plade, Vol. 1 i 1987. Pladen blev godt modtaget og det skabte grundlaget for nummer to. Her kom det endelige gennembrud med sangen, "Stegt flæsk med persillesovs", skrevet af Tonny Aabo. Med albummet Vol. 2 blev Jimi & Rene de yngste til at modtage en platin-plade for 80.000 solgte eksemplarer, i en alder af henholdsvis 14 og 12. I 1995 skrev de sangen "Hong Kong Song" til prinsesse Alexandra.
De turnerede i Danmark, Bulgarien og det tidligere Øst-Tyskland og producerede flere plader. Til det tyske marked, producerede de en cd, som aldrig fik det store gennembrud.
Som årene gik ændrede Jimi og René stilen fra børnemusik til populærmusik. De ændrede stilen, i takt med deres egen interesse for andre stilarter.

## Diskografi
- Jimi & René vol 1 (1987)
- Jimi & René vol 2 (1988)
- Kattesang (1988)
- Vi cykler deruda' (1989)
- Jimi & rene vol 3 (1989)
- Søren banjomus (1989)
- Jimi & rene vol 4 (1990)
- Nu har vi altså jul igen (1991)
- Os er der krummer i (1991)
- Sommer zu jeder Jahreszeit (1992)
- To glade musikanter (1992)
- Når jeg nu bli'r konfirmeret (1993)
- Lige Om Hjørnet (1995)
- Tak/Gør det igen (Promotion CD) (1997)
- Time to celebrate (2011)